# 2024年の中華人民共和国
2024年の中華人民共和国 （2024ねんのちゅうかじんみんきょうわこく）では、2024年の中華人民共和国に関する出来事について記述する。

## 要職者
- 中国共産党総書記（最高指導者）
  - 第5代: 習近平 （2012年11月15日 - ）
- 国家主席
  - 第7代: 習近平 （2013年3月14日 - ）
- 国務院総理
  - 第8代: 李強 （2023年3月11日 - ）
- 全人代常務委員会委員長
  - 第11代: 趙楽際 （2023年3月10日 - ）
- 全国政治協商会議主席
  - 第10代: 王滬寧 （2023年3月10日 - ）
- 国家副主席
  - 第12代: 韓正 （2023年3月10日 - ）
- 国家監察委員会主任
  - 第2代: 劉金国（中国語版） （2023年3月11日 - ）

## できごと

### 1月
- 1月23日 - 新疆ウイグル自治区のウシュトゥルファン県でMw7.0の地震が発生。この地震により3人が死亡した[1]。

- 1月29日 - 香港高等法院、巨額の負債に苦しむ中国の大手不動産開発企業恒大集団に対し清算命令を発出[2]。

### 3月
- 3月5日-11日 - 第14期全国人民代表大会（全人代）第2回会議、2024年の実質経済成長率の目標を「5%前後」とした政府活動報告、国防費を前年と同じ「7.2%増」とした2024年予算案などを承認[3][4]。

### 5月
- 5月13日 - 中華人民共和国財政部は超長期特別債の発行を17日から開始すると明らかにした。発行合計1兆元の内訳は20年債が3000億元､30年債が6000億元､50年債が1000億元[5]。

### 6月
- 6月24日 - 蘇州日本人学校のスクールバスを待つ日本人母子が襲撃された[6]。

### 9月
- 9月18日 - 深圳日本人学校に通う10歳の日本人男児が刺殺された[7]。

## 死去
- 6月26日 - 胡友平、バス案内係・元実業家（1969年 - ）[6]